# Izabela Lotaryńska
Izabela I Lotaryńska (ur. 1400, zm. 28 lutego 1453) – księżna Lotaryngii od 1431 do śmierci.
Była córką Karola II, księcia Lotaryngii, i Małgorzaty z Palatynatu (córki elektora Palatynatu i króla niemieckiego Ruprechta i Elżbiety Hohenzollern). Odziedziczyła Lotaryngię po śmierci swojego ojca i rządziła nią razem ze swoim mężem – René I Andegaweńskim, królem Neapolu i księciem Bar. To ona poprowadziła armię, aby ratować Rene przed księciem Burgundii.

## Dzieci Izabeli i Rene
- Jan II, tytularny król Neapolu, książę Lotaryngii (1425–1470),
- Jolanta Andegaweńska (1428–1483), poślubiła Fryderyka de Vaudémont; była matką René II, księcia Lotaryngii,
- Małgorzata Andegaweńska (1429–1482), poślubiła Henryka VI, króla Anglii,
- 7 innych dzieci, które zmarły w dzieciństwie.